# Hoa tím cong
Hoa tím cong (danh pháp khoa học: Viola arcuata) là một loài thực vật có hoa trong họ Hoa tím. Loài này được Blume miêu tả khoa học đầu tiên năm 1825.